# کاکایی‌اقیانوسی شیلی
کاکایی‌اقیانوسی شیلی (نام علمی: Stercorarius chilensis) نام یک گونه از تیره کاکایی‌اقیانوسیان است.